# Herman Dahlbäck
Nils Herman Dahlbäck (* 7. März 1891 in Malmö; † 16. Juli 1968 ebenda) war ein schwedischer Ruderer.

## Karriere
Dahlbäck nahm 1912 an den Olympischen Spielen in Stockholm teil und gewann im Vierer mit Steuermann in der Bootsklasse Dollengig die Silbermedaille. Zudem startete er im Achter, schied dort jedoch im Viertelfinale aus. Auf nationaler Ebene wurde der Schwede sechsfacher Meister in verschiedenen Bootsklassen.
Neben seiner Karriere im Rudersport arbeitete er jahrzehntelang als Zollinspektor in Malmö.